# Axel Prahl
Axel Ferdinand Konstantin Prahl (n. 26 martie 1960, Eutin, Republica Federală Germania, Germania) este un actor și muzician german.

## Date biografice
Axel Prahl a copilărit împreună cu fratele său în Neustadt in Holstein. Mama lui a fost vânzătoare iar tatăl său vitreg a fost funcționar de stat la Forțele de Muncă. Deja la vârstă de 14 ani a luat parte la un concurs muzical, unde a câștigat locul întâi. După susele lui, de frică că succesul să nu-i schimbe modul de viață a renunțat să participe la etapele următoare ale concursului mizical. A întrerupt după un an cursul de calificare ca muncitor metalurgist. El a trăit pe străzile din Spania ca muzicant, după un timp termină gimnaziul și studiază muzică și matematică, cinci semestre la Facultatea Pedagogică din Kiel. Instrumentul preferat a lui Axel Prahl este ghitara, având ca idol pe  Pat Metheny, în tinerețe el a cântat cântece populare irlandeze. Între anii  1982 - 1985, studiază actoria în Kiel, ca din anul 1984 să joace în diferite piese de teatru, din 1992 trăiește în Berlin, primind diferite roluri la teatrele   Renaissance,  Grips și   Kammerspielen din Berlin. Debutul în filmele pentru televiziune îl are în anul 1992 cu filmul Schlafende Hunde.

## Filmografie (selectată)
- 1992: Schlafende Hunde (TV) – Regie: Max Färberböck
- 1994: Bella Block – Die Kommissarin (TV) – Regie: Max Färberböck
- 1994: Das Phantom – Die Jagd nach Dagobert (TV) – Regie: Roland Suso Richter
- 1999: Nachtgestalten – Regie: Andreas Dresen
- 2000: alaska.de – Regie: Esther Gronenborn
- 2000: Die Polizistin (TV) – Regie: Andreas Dresen
- 2001: Balko (TV Serie, 1 Folge) Der Aufstand – Regie: Daniel Helfer
- 2001: Der Pianist – Regie: Roman Polański
- 2001: Die Hoffnung stirbt zuletzt (TV) – Regie: Marc Rothemund
- 2002: Halbe Treppe – Regie: Andreas Dresen
- 2002: Polizeiruf 110 – Wandas letzter Gang (TV) – Regie: Bernd Böhlich
- 2003: Befreite Zone – Regie: Norbert Baumgarten
- 2003: Das Wunder von Lengede (TV) – Regie: Kaspar Heidelbach
- 2004: Nachtschicht – Vatertag (TV) – Regie: Lars Becker
- 2005: Willenbrock – Regie: Andreas Dresen
- 2005: Der Grenzer und das Mädchen (TV) – Regie: Hartmut Schoen
- 2006: Nicht alle waren Mörder (TV) – Regie: Jo Baier
- 2006: Die Wilden Hühner – Regie: Vivian Naefe
- 2006: Die Mauer – Berlin ’61 (TV) – Regie: Hartmut Schoen
- 2007: Du bist nicht allein – Regie: Bernd Böhlich
- 2007: Truck Stop Grill (Kurzfilm) – Regie: Daniel Seideneder
- 2008: Friedliche Zeiten – Regie: Neele Vollmar
- 2008: Mondkalb – Regie: Sylke Enders
- 2008: Der Rote Baron – Regie: Nikolai Müllerschön
- 2008: Liesl Karlstadt und Karl Valentin (TV) – Regie: Jo Baier
- 2008: Die Weisheit der Wolken – Regie: Lars Becker
- 2008: Die Schimmelreiter – Regie: Lars Jessen
- 2008: Die Patin – Kein Weg zurück (TV) – Regie: Miguel Alexandre
- 2008: Stella und der Stern des Orients – Regie: Erna Schmidt
- 2008: Sommersonntag (film scurt) – Regie: Fred Breinersdorfer, Siegfried Kamml
- 2009: Die Wölfe (TV) – Regie: Friedemann Fromm
- 2009: Zwölf Winter (TV) – Regie: Thomas Stiller
- 2009: Berlin 36 – Regie: Kaspar Heidelbach
- 2009: Dorfpunks – Regie: Lars Jessen
- 2010: Hier kommt Lola! – Regie: Franziska Buch
- 2011: Der ganz große Traum – Regie: Sebastian Grobler
- 2011: In der Welt habt ihr Angst – Regie: Hans W. Geißendörfer
- 2011: Die Lehrerin (TV) – Regie: Tim Trageser
- 2012: Das Millionen Rennen – Regie: Christoph Schnee
- 2012: An Enemy To Die For (En fiende att dö för) – Regie: Peter Dalle
- 2012: Die Nordsee – Unser Meer (Dokumentarfilm, Sprecher: Axel Prahl)
- 2013: Tatort, alături de Jan Josef Liefers, cuplu premiat